# گورستان چالاب سرخ
گورستان چالاب سرخ مربوط به کلکولیتیک (مس‌سنگی) است و در بخش مرکزی شهرستان شیروان و چرداول، دهستان شباب، روستای تخت بسطام واقع شده و این اثر در تاریخ ۳۰ دی ۱۳۸۵ با شمارهٔ ثبت ۱۶۸۹۹ به عنوان یکی از آثار ملی ایران به ثبت رسیده است.